# Marina di Caronia
Marina di Caronia o Caronia Marina o semplicemente Marina è una frazione di circa 2 000 abitanti del comune di Caronia in provincia di Messina. È considerata la porta sul mare dei Nebrodi.

## Geografia fisica
La frazione si estende lungo la costa tirrenica, fra Canneto (a 5 km-ovest) e Torre del Lauro (a 7,6 km-est), e sorge a ridosso della Strada Statale 113 "Settentrionale Sicula" Messina-Palermo-Trapani. Da Caronia dista 5 km e sul lato interno dell'abitato passano la linea ferroviaria Messina-Palermo e l'autostrada A20. Situata circa a metà strada fra Palermo e Messina, dall'una dista 110 km e dall'altra 120. L'abitato sorge lungo una linea costiera di 3,5 km, ricca di spiagge sassose e costellata di molteplici scogli naturali.
Sul versante opposto sorgono, sino a Caronia, innumerevoli campagne, un tempo incredibilmente coltivate, grazie anche alla presenza di svariati corsi d'acqua, oggi pressoché ridotti a regime torrentizio, come il Caronia, il Bruca e, poco distante, il Buzza.

## Storia
Recenti ritrovamenti archeologici hanno stabilito la presenza di insediamenti umani risalenti al IV millennio a.C., nel neolitico medio; sullo stile di Serra d'Alto.
Sede dell'antica Kalacte (dal greco Bella Costa), una colonia greca tanto importante da battere moneta propria. La costa fu poi abbandonata nei secoli successivi la caduta dell'Impero romano d'Occidente a causa delle scorrerie piratesche, portando la popolazione sulla montagna fondando l'odierna Caronia.
Nel XII secolo la regina Costanza d'Altavilla, madre di Federico II, sbarcò sulla costa a causa di un naufragio. Il salvataggio fu attribuito ad un miracolo e la monarca volle dedicare un tempio alla Madonna Annunziata, attestato sin dal 1178 da una bolla in cui l'Arcivescovo di Messina, Nicolò, ne consegnava la giurisdizione, insieme alla Chiesa di san Nicolò di Caronia, all'abate di Maniace.
Nel 1700 la costa fu poi stabilmente riabitata dapprima da contadini, forse al seguito della famiglia Pignatelli, che si stanziarono circa due km ad est rispetto all'antica città greca. Successivamente, grazie all'opera di famiglie dedite alla pesca, il borgo si costituì anche nei pressi della Chiesa dell'Annunziata, corrispondente alla parte orientale di Kalacte.
Segnato nel primo trentennio del dopoguerra da una notevole emigrazione, il paese si ripopola nella stagione estiva.

## Eventi
La prima domenica di agosto, in occasione del ritorno degli emigranti, si tiene la solennità festiva della Madonna Annunziata.
Il 10 agosto in onore di san Lorenzo Martire si tiene una processione e la sagra del pesce pettine, specie tipica della fauna marina locale.
Di particolare interesse antropologico è la processione del Crocifisso chiamato U' Signuri ra Marina che, il 3 maggio, lascia il paese marittimo dopo che il sacerdote benedice il paese, la sua popolazione e le barche dei pescatori, per essere portato in processione sino a Caronia, a cui segue la benedizione rituale dei campi e l'invocazione per un buon raccolto. Il 14 settembre, festa dell'Esaltazione della Santa Croce, U' Signuri ra Marina viene ricondotto sulla costa con un'ennesima liturgia processionale.
Fino a qualche decennio fa le due processioni erano eventi di folkloristici scontri tra i ragazzi delle due entità abitative.